# Breszti repülőtér
A Breszti repülőtér (belarusz nyelven: Аэрапорт Брэст, orosz nyelven: Аэропорт Брест) (IATA: BQT, ICAO: UMBB) Fehéroroszország egyik nemzetközi repülőtere, amely Breszt közelében található. Éves utasforgalma 4197 fő . Csak szezonális charterjáratokat fogad.

## Futópályák
A repülőtér futópályái:
- 11/29 (2620 m, 45 m, aszfaltbeton)

## Forgalom
Az utasforgalom az elmúlt években az alábbi módon változott:
| 2017 | 553   |
| 2018 | 4 197 |